# Alexander Kamp
Alexander Kamp Egested (14 de diciembre de 1993) es un ciclista profesional danés que desde 2025 corre en el equipo Intermarché-Wanty.

## Palmarés
2013
- Gran Premio de la Ville de Nogent-sur-Oise

2015
- Skive-Løbet
- Gran Premio Horsens
- 3.º en el Campeonato de Dinamarca en Ruta

2016
- Campeonato de Dinamarca en Ruta
- Gran Premio Horsens

2017
- 1 etapa de la Vuelta a Rodas
- Tour de Loir-et-Cher, más 1 etapa
- 3.º en el Campeonato de Dinamarca en Ruta

2018
- Sundvolden GP
- 1 etapa del Tour de Noruega[2]
- Lillehammer GP

2019
- Circuito de las Ardenas, más 1 etapa
- 1 etapa del Tour de Yorkshire

2022
- Campeonato de Dinamarca en Ruta

2023
- Tour de la Región de los Países del Loira

## Resultados en Grandes Vueltas y Campeonatos del Mundo
| Carrera         | Carrera         | 2012 | 2013 | 2014 | 2015 | 2016 | 2017 | 2018 | 2019 | 2020 | 2021 | 2022 | 2023 | 2024  |
| --------------- | --------------- | ---- | ---- | ---- | ---- | ---- | ---- | ---- | ---- | ---- | ---- | ---- | ---- | ----- |
|                 | Giro de Italia  | —    | —    | —    | —    | —    | —    | —    | —    | —    | —    | —    | —    | 110.º |
|                 | Tour de Francia | —    | —    | —    | —    | —    | —    | —    | —    | —    | —    | —    | —    | —     |
|                 | Vuelta a España | —    | —    | —    | —    | —    | —    | —    | —    | Ab.  | —    | —    | —    | —     |
| Mundial en Ruta | Mundial en Ruta | —    | —    | —    | —    | —    | —    | —    | —    | —    | —    | 57.º | —    | —     |

—: no participa
Ab.: abandono